# Amt Landhagen
Amt Landhagen – związek gmin w Niemczech, w kraju związkowym Meklemburgia-Pomorze Przednie, w powiecie Vorpommern-Greifswald. Siedziba związku znajduje się w miejscowości Neuenkirchen. Powstał 3 kwietnia 1992.
W skład związku wchodzi dziewięć gmin wiejskich (Gemeinde):
1. Behrenhoff
2. Dargelin
3. Dersekow
4. Hinrichshagen
5. Levenhagen
6. Mesekenhagen
7. Neuenkirchen
8. Wackerow
9. Weitenhagen

## Zmiany administracyjne
- 26 maja 2019
  - przyłączenie gminy Diedrichshagen do gminy Weitenhagen